# Sola fide
Sola fide (łac.: „jedynie wiarą”) – doktryna chrześcijańska przyjęta w protestantyzmie, według której grzeszny człowiek może przyjąć Boże przebaczenie jedynie w wierze w Jezusa Chrystusa. Punktem wyjścia doktryny Marcina Lutra nazwanej sola fide było uznanie, że każdy człowiek jest grzeszny i w wyniku tego oddzielony od Boga. Z powodu swojej grzeszności nie jest w stanie zrobić nic, by uratować się od Bożego gniewu i potępienia. Bóg jednak udziela darmo (sola gratia) przebaczenia i usprawiedliwienia tym, którzy uwierzą w Jezusa Chrystusa (solus Christus). Słowo "tylko" (sola) użyte jest w celu podkreślenia, że uczynki człowieka nie stanowią podstawy dla jego usprawiedliwienia.

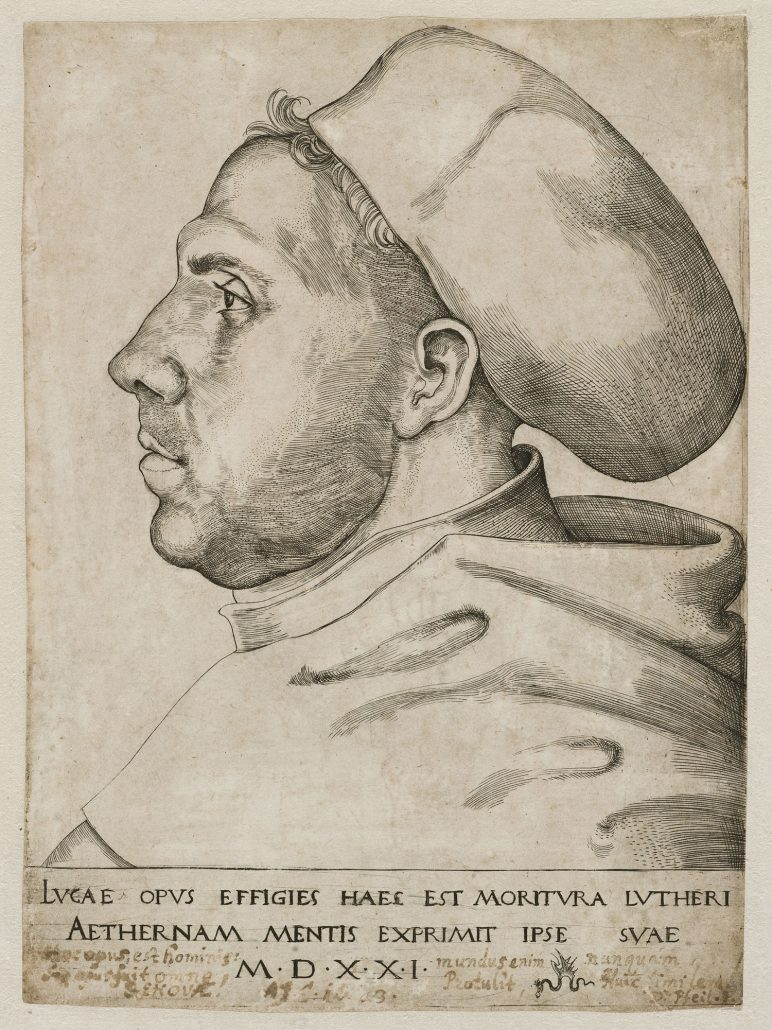
Portret Marcina Lutra wykonany przez Lucasa Cranacha starszego, bliskiego przyjaciela reformatora.

## Inspiracje biblijne
W latach 1510–20 Marcin Luter wykładał Księgę Psalmów oraz Listy do Hebrajczyków, do Rzymian i do Galatów. Studiując te pisma Nowego Testamentu, doszedł do nowego spojrzenia na pokutę i sprawiedliwość. Jego interpretacja różniła się od tego, z czym spotykał się w codziennym nauczaniu kościelnym – w Kościele rzymskokatolickim, którego był wtedy księdzem. Fragmenty szczególnie ważne dla tego tematu, to List do Rzymian 4,1–5, List do Galatów 3,1–7 oraz Księga Rodzaju 15,6. Mówią one o usprawiedliwieniu Abrahama przez wiarę. Ksiądz Luter doszedł do przekonania, że Kościół jest zepsuty i stracił z oczu to, co augustianin uważał za główne prawdy chrześcijaństwa. Najważniejszą dla niego była doktryna o usprawiedliwieniu. Rozumiał ją, jako akt, w którym Bóg uznaje grzesznika sprawiedliwym – przez wiarę, wyłącznie z łaski Bożej. Luter zaczął nauczać, że zbawienie lub odkupienie jest darem Bożej łaski, osiągalnym tylko przez wiarę w Jezusa.
Francuski autor Marie-Joseph Lagrange poddał krytyce interpretację Pawłowego 4 rozdziału Listu do Rzymian dokonaną przez Marcina Lutra. Reformator zawarł ją w swoim łacińskim Komentarzu do Listu do Rzymian z 1515 r. Wers 3 tego rozdziału brzmi następująco:

Bo cóż mówi Pismo? Uwierzył Abraham Bogu i zostało mu to policzone za sprawiedliwość (Rz 4,3; BT).

Luter odniósł się w tym wersie do słowa „policzyć za” (gr. λογίζεσθαι εἰς). W łacińskim przekładzie, którego używał, oddane zostało jako reputatum est. Ojciec Reformacji, jeszcze jako augustianin napisał: „policzenie bowiem jego nie w nas ani w mocy naszej jest. Przeto też ani nasza sprawiedliwość nie jest w nas, ani w naszej mocy” (Reputatio enim eius non in nobis nec in potestate nostra est. Ergo nec iustitia nostra in nobis est nec in potestate nostra) /Komentarz, wyd. 1515, t.2, s.104/. Lagrange zwrócił uwagę, że znaczenie słowa „policzone” w Księdze Rodzaju 15,6 nie polega na tym, że wiara umożliwiła przypisanie Abrahamowi nieistniejącej sprawiedliwości ani też, że sprawiedliwość została udzielona w zamian za wiarę. Tymczasem tak właśnie rozumieją luteranie, że Abraham uwierzył w Boga i ta wiara była wystarczająca, aby Bóg uznał, że jest sprawiedliwym, nawet jeśli nim nie był. Według uczonego „jest to wprowadzenie systemu równie sprzecznego ze zdrowym rozsądkiem, co z nauką Pawła”. Z wersu tego można jedynie wywnioskować, że „Abraham został uznany za sprawiedliwego z powodu swojej wiary, a nie z powodu jego uczynków”. I zdanie może być punktem wyjścia do poszukiwania odpowiedzi na pytanie, w jaki sposób została osiągnięta sprawiedliwość. Biblista francuski zwrócił też uwagę, że w starszych wersjach łacińskich – przed Wulgatą, którą posługiwał się Luter – słowo „policzone za” tłumaczone było jako deputatum est, nie jako reputatum est. Lagrange udowadniał, że reputare sugeruje znaczenie „wyglądać jak”, podczas gdy deputare oznacza „zaliczać jako”, czyli uznać coś, co już istnieje. Na potwierdzenie przywołał inne Pawłowe miejsca, w których Apostoł użył słowa λογίζεσθαι – „policzyć”, są to np. List do Rzymian 2,26: „jego nieobrzezanie będzie ocenione na równi z obrzezaniem”, czyli będzie prawdziwie ekwiwalentem obrzezania; List do Rzymian 9,8: „tacy są uznani za potomstwo”, czyli są prawdziwym potomstwem; Dzieje Apostolskie 19,27: „będzie za nic miana”. Deputatum est użył tłumacz Ireneusza w Adversus Haereses IV, 5, 5. Użył tego słowa także Cyprian w Liście 63. Podobnie Ennodiusz z Pawii w Opusculum 7, 4, (do Tesaloniczan). Również Tertulian znał tylko deputatum (De patientia VI; Monogamia VI; Przeciwko Marcjonowi V,3).
Współczesna XX w. egzegeza protestancka modyfikuje pierwotne pozycje, idąc w kierunku rozumienia sprawiedliwości chrześcijan jako daru Bożego, udzielanego człowiekowi przez wiarę. Według nowożytnego autora protestanckiego, Leona Morrisa, dla Pawła było oczywiste, że ktokolwiek zbliża się do Boga w wierze, otrzymuje zbawienie, usprawiedliwienie jako dar udzielany w wolności.

## Sola fidew nauczaniu Augustyna z Hippony
Augustyn z Hippony w swej książce Wiara i uczynki, napisanej w 413 r., dyskutował temat samej wiary w życiu chrześcijańskim w kontekście przygotowywania katechumenów do chrztu. Augustyn ostro krytykował tych, którzy twierdzili, że przed chrztem należy mówić jedynie o samej wierze, a o uczynkach dopiero po chrzcie. Powoływał się na listy Apostołów oraz na kerygmat apostolski, np. Piotra Apostoła w dniu Pięćdziesiątnicy (Dz 2,37-38). Oprócz wezwania do wiary w Jezusa jako Pana i Mesjasza, Piotr zapraszał do nawrócenia czyli do przemiany życia. Augustyn odwoływał się także do powszechnych współczesnych sobie praktyk Kościoła w czasie katechumenatu, zmierzających do tego, by kandydaci, competentes, porzucili dawne obyczaje. Wspominał własne doświadczenia przed chrztem w Mediolanie u biskupa Ambrożego. Augustyn ukazywał, że jest to najlepszy czas przemiany życia, „w dniach, kiedy /katechumeni/ są katechizowani, egzorcyzmowani, badani (scrutantur)”. Odwołał się też do Pawłowego obrazu zrzucenia starego człowieka:

Tak mianowicie chcą, by przez dziwne odwrócenie porządku pierwej im mówić: „Przyobleczcie się w nowego człowieka”, a gdy go przywdzieją, potem im powiedzieć: „Zwleczcie z siebie starego” — podczas gdy Apostoł, trzymając się zdrowego porządku, rzecze: „Boście zwlekli z siebie starego człowieka, a przyoblekli się w nowego” (Kol 3,9-10) i sam też Pan woła: „A nikt nie przyszywa łaty sukna nowego do starego odzienia ani też nie wlewa młodego wina w stare bukłaki” (Mt 9,16-17.

Apostołowie wzywający do nawrócenia, szczególnie Piotr Apostoł w Dniu Zesłania Ducha Świętego był bardzo częstym motywem w nauczaniu Augustyna o pokucie i nawróceniu.
W książce „Wiara i uczynki” 14,21-23 Augustyn odwołał się też do wypowiedzi z Listu Jakuba 2,14-20, gdzie mowa jest o tym, że także demony mają wiarę i drżą i, że „wiara bez uczynków jest martwa”. Przypomniał też Ewangelię Marka 1,24, która mówi, że demony wyznały z wiarą, że Jezus jest Synem Bożym i zostały przez Jezusa skarcone:

Jakub zaś tak gwałtownie uderza na tych, którzy mniemają, że wiara bez uczynków wystarczy do zbawienia, iż ich nawet do złych duchów porównywa, mówiąc: „Ty wierzysz, że jeden jest Bóg: Dobrze czynisz; szatani także wierzą i drżą” (Jk 2,19). Jakże krócej, prawdziwiej i dosadniej mógł się wyrazić? I w Ewangelii czytamy wyznanie złych duchów, że Chrystus jest Synem Bożym, ale zostały przez niego skarcone (Mk 1,24-25), podczas gdy Piotra wyznanie spotkało się z pochwałą (Mt 16,17). Powiada też Jakub: „Cóż pomoże, bracia moi, jeśliby kto mówił, że ma wiarę, ale uczynków by nie miał? Czyż wiara mogłaby go zbawić? Wreszcie rzecze: „Wiara bez uczynków martwa jest” (Jk 2,20). Jakże więc bardzo mylą się ci, którzy za martwą wiarę obiecują sobie życie wiekuiste?!.

Demony miały wiarę, ale nie miały miłości. Augustyn podkreślał, że jedynie taka wiara zbawia, która działa przez miłość (por. List do Galatów 5,6).

## Dzieje doktryny
Usprawiedliwienie przez wiarę było jednym z najważniejszych dyskutowanych tematów w XVI wieku – w toku krytyki teologii scholastycznej przez autorów reformacyjnych, jak Marcin Luter (1483-1546) czy Filip Melanchton. Luterańska formuła sola fide mówiła, że człowiek może być usprawiedliwiony tylko w wierze. W Artykułach szmalkaldzkich Luter wyraził przekonanie, że jest to doktryna chrześcijańska, bez której wszystko zostaje utracone. Zwłaszcza przez autorów z początku XIX wieku, takich jak np. J.P. Gabler oraz K.G. Bretschneider, zasada ta była uznana za istotę protestantyzmu. Ukazywali ją jako swego rodzaju „materialną zasadę”. Podczas gdy „formalną zasadą” protestantyzmu jest autorytet Pisma Świętego. Obok sola Scriptura, solus Christus, sola gratia i soli Deo gloria była jedną z pięciu podstawowych doktryn reformacji protestanckiej i powstałych w jej wyniku kościołów protestanckich.

### Poprzednicy Lutra
Do poprzedników Lutra, głoszących zasadę sola fide, należeli:
- Klaudiusz z Turynu – (zm. 827)[14]
- Piotr Waldo (ok. 1140 – ok. 1217) i waldensi[15]
- John Wycliffe (ok. 1324 – 1384) i lollardowie[16]
- Jan Hus (1369 -1415) i husyci[17]

### Kontrowersje wokół zasady za życia Marcina Lutra
U podstaw doktryny sola fide Lutra był jego pogląd, że po przyjęciu łaski chrześcijanin jest równocześnie sprawiedliwy i grzeszny (łac. simul iustus et peccator). Jak zwrócił uwagę Christoph Schönborn, reformator bardzo wyraźnie odrzucił rozumienie łaski Chrystusa jako nowej jakości duszy (łac. qualitas animae). Podczas gdy, zgodnie z Tradycją, przedtem rozumiano, że łaska jest rzeczywistością obecną w człowieku odkupionym. Według Lutra, jeśli człowiek doświadcza „autentycznie pokoju serca” (łac. vere pacem cordis), to z tego tylko powodu, że „jest on pewny posiadania łaskawego Boga” (łac. propitium deum habere se sentiat), a nie dlatego, że łaska daje mu jakąś nową jakość życia.
Od początku kwestia rozumienia formuły sola fide stanowiła pewną trudność. Krytyka ze strony teologów Kościoła dostrzegała w nauczaniu reformatorów doktrynę antyrealistyczną, negującą realną przemianę grzesznika w świętego. Pewne stwierdzenia Lutra wskazywały, że rozumiał zbawczy skutek usprawiedliwienia człowieka wiarą jako coś zewnętrznego w stosunku do jego grzeszności. Chrystus na sądzie Bożym przedstawia Ojcu swoją sprawiedliwość krzyża, zamiast niesprawiedliwości grzesznego człowieka. Takie rozumienie usprawiedliwienia zastępczego przez wiarę nazywano swego rodzaju teologiczną, legalistyczną fikcją, prawnym zabiegiem. Pewne wypowiedzi reformatorów rzeczywiście potwierdzały zarzuty. Według wyjaśnień Melanchtona człowiek nie tyle staje się sprawiedliwym, lecz za takiego zostaje uznany:

Gdy wierzymy w Chrystusa, Jego zasługi są nam dane, abyśmy mogli być uznani za sprawiedliwych /iusti reputemur/ poprzez naszą ufność /fiducia/ w zasługi Chrystusa, jak gdybyśmy /tamquam/ mieli własne zasługi (Obrona Wyznania augsburskiego).

Reakcją Soboru trydenckiego (1545–1563 r.) było podkreślenie w Dekrecie o usprawiedliwieniu realnej przemiany grzesznika. Stwierdzono, że nie chodzi tylko o „uchodzenie za sprawiedliwego”, lecz o stanie się sprawiedliwym:

Przyczyną /usprawiedliwienia/ stanowiącą narzędzie jest sakrament chrztu, który jest „sakramentem wiary", bez której nikt nie został nigdy usprawiedliwiony. Wreszcie jedyną przyczyną formalną jest sprawiedliwość Boga, nie ta, którą On sam jest sprawiedliwy, lecz ta, którą nas sprawiedliwymi czyni, którą przez Niego obdarowani, odnawiamy się duchem w naszym myśleniu (por. Ef 4, 23) i nie tylko uchodzimy za sprawiedliwych, lecz prawdziwie nazywamy się sprawiedliwymi i nimi jesteśmy (por. J 3, 1); każdy otrzymuje swoją sprawiedliwość według miary, w jakiej Duch Święty udziela każdemu, jak chce (por. 1 Kor 12, 11), według własnej każdego dyspozycji i współpracy. (Rozdz. VII).

Jak wykazał Simeon Zahl, inne wypowiedzi Melanchtona jak i Lutra wskazują, że dostrzegali realną przemianę człowieka pod wpływem działania Ducha Świętego otrzymywanego przez wiarę. Ich interpretacja skupiała się na doświadczeniu duchowo afektywnym. Melanchton pisał w Obronie Wyznania augsburskiego:

Wynika z tego, że wiara osobista – przez którą jednostka wierzy, że jej grzechy zostały odpuszczone z powodu Chrystusa, a Bóg się jedna i jest łaskawy z powodu Chrystusa – otrzymuje przebaczenie grzechów i usprawiedliwia nas. Ponieważ w pokucie, to znaczy w bojaźni, wiara wzmacnia i podnosi serca, odradza nas i przynosi Ducha Świętego, abyśmy wtedy mogli żyć zgodnie z prawem Bożym, czyli kochać Boga, prawdziwie bojąc się Boga....

Według Zahla, zasada sola fide jest w istocie doktryną realistyczną. Ujmuje realizm w odmienny sposób niż teologia scholastyczna. Ujęcie, które cechowało teologię Soboru trydenckiego można określić jako ontologiczną. Realizm Melanchtona i reformatorów – którzy pod wpływem nominalizmu odrzucali metafizykę – miał charakter bardziej afektywny, psychologiczny. Rzeczywistość zmiany, która dokonuje się w zbawieniu, była dla nich czytelna z teologicznego punktu widzenia przede wszystkim poprzez doświadczenie duszpasterskie. Widzieli ją odczytując skutki w dziedzinie afektywnej, w postaci pocieszenia i doznawanego pokoju, w miejsce lęku cechującego stan grzechu. Nie interesowały ich ujęcia metafizyczne. 
Drugim istotnym powodem promowania przez autorów Reformacji hasła sola fide była krytyka podejścia do obrzędów liturgicznych i sakramentów w Kościele epoki późnego średniowiecza. Oprócz samych nadużyć liturgicznych, ich sprzeciw budziła  scholastyczna formuła mówiąca, że sakramenty uświęcają, przynoszą łaskę mocą samego swego działania („ex opere operato”). Krytykom protestanckim takie rozumienie działania sakramentów wydawało się nieść ryzyko idolatrii. Huldrych Zwingli odrzucał wszelkie zewnętrzne  usprawiedliwienie. Wyjaśniał to następująco:

Kiedy wziął na siebie przekleństwo Prawa, Jezus Chrystus, Syn Boży, pozbawił nas wszelkiego zewnętrznego usprawiedliwienia. Dlatego żadna rzecz zewnętrzna nie może uczynić nas czystymi lub prawymi. Oznacza to, że wszystko co ceremonialne, wszelki zewnętrzny przepych i to co nas otacza zostaje zniesione.

Jak zauważył Simeon Zahl, Zwingli wyraził tu wspólny reformatorom niepokój. Jeśli uczyni się jakieś zewnętrzne narzędzie pośrednikiem łaski Bożej, na którym można polegać - ludzie będą starali się użyć tego narzędzia dla samousprawiedliwienia się przez uczynki, a tym samym dojdzie do ustanowienia swego rodzaju bałwochwalczej kontroli nad relacją z Bogiem.

### XX-wieczne próby znalezienia konsensusu
To, że ostatecznie zasada sola fide, właściwie rozumiana, nie jest odstępstwem od tradycyjnej koncepcji chrześcijańskiego usprawiedliwienia potwierdziła podpisana z okazji jubileuszu 2000 lecia chrześcijaństwa Wspólna katolicko-luterańska deklaracja o usprawiedliwieniu n. 25. Mówi ona o zbawieniu darowanym człowiekowi przez wiarę we chrzcie jako owoc działania Ducha Świętego w nim:

Wyznajemy wspólnie, że grzesznik zostaje usprawiedliwiony przez wiarę w zbawcze działanie Boga w Chrystusie; zbawienie to zostaje mu darowane przez Ducha Świętego w chrzcie jako fundament całego życia chrześcijańskiego. Człowiek w usprawiedliwiającej wierze pokłada ufność w łaskawą obietnicę Boga, która obejmuje zaufanie i miłość do Niego. Wiara ta jest czynna w miłości; dlatego chrześcijanin nie może i nie powinien pomijać uczynków. Jednak wszystko, co w człowieku poprzedza wolny dar wiary i po nim następuje, nie jest podstawą usprawiedliwienia i nie przyczynia się do niego.

Otto Hermann Pesch zauważa, że terminu sola fide w odniesieniu do usprawiedliwienia używał także Tomasz z Akwinu.
Papież Benedykt XVI stwierdził, że sformułowanie Lutra „sola fide” jest poprawne, jeśli nie przeciwstawia się wiary miłości (patrz Jk 2,14-26).